# Melanagromyza nigrissima
Melanagromyza nigrissima är en tvåvingeart som beskrevs av Spencer 1976. Melanagromyza nigrissima ingår i släktet Melanagromyza och familjen minerarflugor. Arten är reproducerande i Sverige. Inga underarter finns listade i Catalogue of Life.